# Trédias
 Trédias (en bretó Trediarn, gal·ló Trédiarn) és un municipi francès, situat a la regió de Bretanya, al departament de Costes del Nord. L'any 2004 tenia 450 habitants. Limita al nord amb Mégrit, a l'oest amb Yvignac-la-Tour, a l'est amb Trémeur i al sud amb Broons.

## Demografia
| 1962                                       | 1968 | 1975 | 1982 | 1990 | 1999 |
| ------------------------------------------ | ---- | ---- | ---- | ---- | ---- |
| 528                                        | 544  | 532  | 510  | 478  | 442  |
| Des de 1962: població sense dobles comptes |      |      |      |      |      |

## Administració
| Període | Identitat        | Partit |
| ------- | ---------------- | ------ |
| 2001-   | Jérôme Le Breton |        |